# Gouda Vuurvast
Gouda Vuurvast is een in Gouda gevestigd bedrijf dat vuurvaste materialen voor de industrie produceert. Het bedrijf bestaat sinds 1901.

## Gebr. Nagtegaal
Het bedrijf werd in 1901 opgericht door Arie Jacob Nagtegaal en Gerhard Nagtegaal. Deze broers kwamen uit een familie van Rijnschippers, en Gerhard had veel klei vervoerd vanuit het Westerwald. Aldaar vond men vele vuurvaste kleisoorten en bestonden ook tal van fabriekjes voor vuurvast materiaal. Hierin vonden de gebroeders de inspiratie om ook in Nederland, waar een groeiende vraag naar dit materiaal bestond, een dergelijke fabriek te beginnen. Deze fabriek startte onder de naam: Firma Gebrs. Nagtegaal.
Er werden stenen, smeltkroezen en vormstukken vervaardigd in dit gestaag groeiende bedrijf. Afnemers waren onder meer de aardewerkindustrie, steenbakkerijen, haardenfabrieken, gasfabrieken, de Marine (stoomketels) en de Spoorwegen (vuurbruggen voor locomotieven). Grondstoffen waren chamotteklei uit het Westerwald en ook gebroken oude vuurvaste stenen. In 1909 verliet Arie Jacob het bedrijf en werd Gerhard, samen met zijn zus Anna Maria Nagtegaal, eigenaar van het bedrijf.
In 1934 had het bedrijf 18 medewerkers. Gerard Cornelis Nagtegaal en Alida Nagtegaal, de zoon en de dochter van Gerhard, behoorden daartoe. Alida trouwde met Eduard Carel van den Bovenkamp, die uiteindelijk de leiding van het bedrijf op zich zou nemen. Pas in 1939 werd de stoommachine vervangen door elektriciteit: Gerhard was nogal conservatief in dit soort dingen.
In 1942 namen Gerard Cornelis en Eduard Carel de leiding van het bedrijf over. Tijdens de Tweede Wereldoorlog werd er onder andere materiaal gemaakt voor houtgasgeneratoren en allesbranders. In 1943 lagen er in de fabriek ook wapens van de verzetsbeweging opgeslagen. Bij de bevrijding werkten er 14 mensen in de fabriek. In 1945 werden de oprichters uitgekocht en werden Gerard Cornelis en Eduard Carel definitief eigenaar van het bedrijf.
De wederopbouw van Nederland, gestimuleerd door Marshallhulp, leidde onder meer tot een snelle ontwikkeling van de petrochemische industrie. Gouda Vuurvast werd toeleverancier voor deze industrie, terwijl de veel grotere concurrent, de Chamotte Unie, zich op de metallurgische industrie ging toeleggen. Sindsdien maakte het bedrijf een snelle groei door, en in 1951 was de jaarproductie gestegen tot 6000 ton, bij een bezetting 60 werknemers. Klanten waren toen bedrijven als Stork, Philips, Ketjen, Werkspoor, Shell, Esso, Koninklijke Sphinx, Koninklijke Mosa, Plateelbakkerij Zuid-Holland, enkele steenfabrieken, de Koninklijke Marine en de Nederlandse Spoorwegen. Men ging ook vuurvast beton maken voor de bemetseling van scheepsketels
In 1954 werd de firma omgezet in een naamloze vennootschap, en in 1955 begon men met de bouw van de eerste tunneloven, gebouwd door de Britse ovenbouwer Gibbons.

## Gouda Vuurvast
In 1959 werd de nieuwe naam NV Gouda Vuurvast, Verenigde Vuurvaste-Steenfabrieken ingevoerd in het kader van een samenwerkingsovereenkomst met De Porceleyne Fles. Het laatste bedrijf had een kleine afdeling voor vuurvaste materialen, en dit was de enige activiteit die werd ingebracht in de samenwerking. In 1960 kwam er een nieuw kantoor en een nieuw, uitgebreid, laboratorium. Ondertussen verloor men de Marine en de Spoorwegen als klant, daar deze op dieselmotoren respectievelijk elektrische tractie overgingen. De aluminiumindustrie, zoals Pechiney dat in 1971 in Vlissingen een fabriek opende, en de afvalverbrandingsinstallaties zorgden voor nieuwe afnemers. In 1964 werden de eerste gastarbeiders in Turkije aangeworven. Men streefde naar productievergroting en kwalitatief betere stenen. In 1967 waren er al 149 medewerkers. In 1969 werd de afdeling Ovenbouw van de Porceleyne Fles overgenomen, waarmee Gouda Vuurvast een concurrent werd van de ovenbouwers, die als klant dan ook afhaakten. Het ovenbouwen werd overigens een succes.
In 1972 verkocht De Porceleyne Fles haar aandeel in Gouda Vuurvast aan de Gebr. Nagtegaal, maar in hetzelfde jaar werd Gouda Vuurvast gekocht door de Franse onderneming Carbonisation Entreprise et Céramique (CEC), gevestigd te Montrouge. Dit werd op haar beurt onderdeel van de groep Lafarge, een cementproducent. Te Trappes bezat Lafarge een groot laboratorium. In strijd met het beleid van Lafarge werd niettemin nog een ovenbouwer overgenomen, namelijk Cleton Insulation te Vlaardingen. Deze had Shell Pernis en Dow Chemical in Terneuzen tot klant.
De oliecrisis van 1973 veroorzaakte een terugval en sedertdien was er sprake van een flauwe vraag. Zo bedroeg de productie in 1979 slechts 9.500 ton, terwijl 16.000 ton gehaald kon worden. In 1981 werden de fabrieken van de Chamotte Unie overgenomen, maar einde 1982 werd in Geldermalsen een aanzienlijk deel van de productie stilgelegd. In 1983 werd Gouda Vuurvast teruggekocht van Lafarge door de families Nagtegaal en Van den Bovenkamp. Niet veel later trok de conjunctuur weer aan en maakte het bedrijf weer winst. Het bedrijf floreerde weer, er werden investeringen gedaan en in 1987 volgde beursintroductie.
In 1989 volgde opnieuw een samenwerking met een Frans bedrijf, namelijk SA Produits Réfractaires A. Pousseur, met vestigingen te Vireux en Liverdun. Het vervaardigen van kwalitatief hoogwaardige producten wordt steeds belangrijker.
Na de val van de Berlijnse Muur in 1989 volgde een recessie door de import van goedkoop staal en aluminium uit Oost-Europa, maar in 1994 was deze voorbij. Naast groeiende activiteiten in de Australische aluminiumindustrie werd in 1996 ook de Belgische ovenbouwer Selanco Vuurvast te Schoten overgenomen, en in 1998 werden vestigingen in Duitsland en Engeland opgericht.

## Gouda Refractories
In 2008 ging Gouda Vuurvast deel uitmaken van de RijnDijk Group, die begin 2009 haar naam veranderde in Andus Group. Sinds 2009 gaat Gouda Vuurvast onder de naam Gouda Refractories door het leven en heeft zij zusters gericht op onderhoud in België (Gouda Vuurvast België), Nederland (Gouda Vuurvast Services) en Duitsland (Gouda Feuerfest). De activiteiten in Duitsland (Gouda Feuerfest) werden in 2012 ontmanteld en gesloten. 
In 2011 nam Gouda Refractories het terrein van haar buurman (het voormalige Gouda Damwand) over en werd begonnen met de bouw van de derde tunneloven. Onder leiding van de directie bestaande uit de heren Schuchmann en Grootenboer werd in oktober 2013 de derde tunneloven in gebruik genomen en is een totale productiecapaciteit van 65.000 ton stenen per jaar gerealiseerd. Los van de investering in de derde tunneloven zijn diverse andere verbeteringen (o.a. verdere automatisering, robotisering) in de fabrieken in Gouda en Geldermalsen uitgevoerd ten einde productie te verhogen en kwaliteit te verbeteren en te garanderen zonder dat er meer mensen nodig zijn.
De activiteiten van de Andus Group bestaan, naast de activiteiten van Gouda Refractories, uit een aantal staalconstructiebedrijven, productie van procesvaten en branders, route- en aanwijzingssystemen en een gieterij voor scheepsonderdelen.

## Externe bron
- Huub Surendonk, 2001. Vast en bestendig, 100 jaar Gouda Vuurvast. Uitgave door het bedrijf.